# Proscopia granulata
Proscopia granulata är en insektsart som beskrevs av Klug, J.C.F. 1820. Proscopia granulata ingår i släktet Proscopia och familjen Proscopiidae. Inga underarter finns listade i Catalogue of Life.